# Шудыр
Шудыр (Шӱдыр с мар. — «Звезда») — женское божество марийского мифологического пантеона.

## Описание и функции
Шӱдыр (от мар. шӱдыр, шӱдӱр — «веретено»; морд. sad, удм. zu — «ось телеги» < праф.-угор. *setV; другая версия — заимствование из чувашского языка) является матерью звёзд. Известна также как Шӱдыр шочын — рождающая звёзды.
Шудыр считалась богиней и покровительницей жизни человека и всех людей: «Много было на небе звёзд, / Одна звезда сегодня закатилась. / Много было у меня на свете родных, / Один из родных сегодня умер».
Сохранилось поверье о том, что на краю мира висит занавес в виде полога с отверстиями. Через эти отверстия видны звёзды, солнце, луна.

## Семья
Соответствующим мужским персонажем марийского мифологического пантеона является Шӱдыр-Юмо — Отец звёзд.